# Фриновые
Фриновые (лат. Phrynidae) — семейство паукообразных из отряда фринов. Включает 59 современных и 3 вымерших вида.
Представители семейства имеют длинные похожие на ноги щупальца с шипами и с когтем на конце. Жгутик первой пары ног очень длинный, многочленистый. Головогрудь расширена в поперечном направлении, брюшко короткое, яйцевидное, 11-члениковое, без хвостовой нити. Длина тела от 0,5 до 6 см.

## Классификация
- Heterophryninae  Pocock, 1902
  - Heterophrynus Pocock, 1894
- Phryninae  Blanchard, 1852
  - Acanthophrynus Kraepelin, 1899
  - Paraphrynus Moreno, 1940
  - Phrynus Lamarck, 1801
  - † Electrophrynus Petrunkevitch, 1971